# Andrzej Mańka
Andrzej Mańka (Lublin; 18 de Abril de 1967 — ) é um político da Polónia. Ele foi eleito para a Sejm em 25 de Setembro de 2005 com 10646 votos em 6 no distrito de Lublin, candidato pelas listas do partido Liga Polskich Rodzin.
Ele também foi membro da Sejm 2001-2005.